# Aspekt (astronomie)

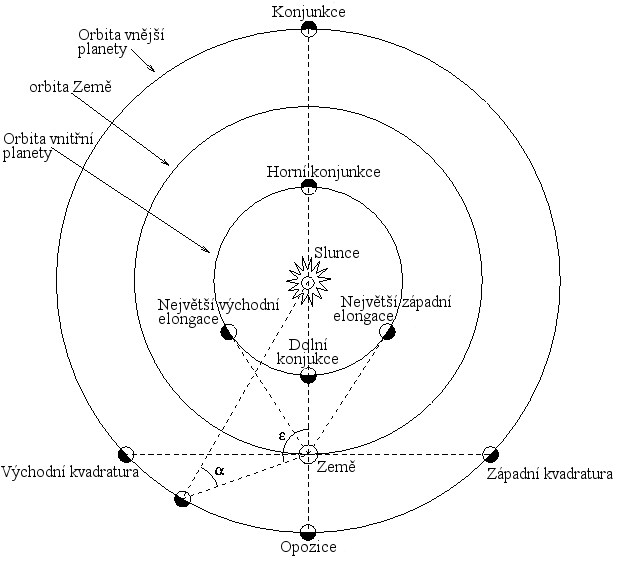
Znázornění aspektů planet

V astronomii se pojmem aspekt rozumí některá význačná poloha (úhlová vzdálenost) planety nebo Měsíce vzhledem ke Slunci a Zemi nebo i mezi planetami navzájem. Hlavními aspekty jsou konjunkce, opozice a kvadratura. Jednotlivé aspekty jsou charakterizovány úhlovou vzdáleností od Slunce (elongací).
Tím, že aspekt udává polohu planety ve dráze, informuje o její viditelnosti.
Pojem aspekt se užívá také v astrologii, která těmto význačným polohám přisuzuje určité vlivy na lidský osud.